# 裸背深水三鰭䲁
裸背深水三鰭䲁（學名：Forsterygion gymnotum），為輻鰭魚綱䲁形目三鰭䲁科深水三鰭䲁屬的一個種，1977年，埃里克·奧斯瓦爾德·斯科特（Eric Oswald Scott）在塔斯馬尼亞對該物種進行描述，分布於西南太平洋澳洲塔斯馬尼亞及紐西蘭海域，深度0至7公尺，本魚呈圓柱狀，頭短鈍，眼眶上具有觸鬚，第一背鰭前方有橫溝，內有頭部感覺孔，第一背鰭第一棘前方無鱗，緊鄰第一背鰭處裸露，背鰭3個，背鰭硬棘25-30枚、背鰭軟條14-16枚、臀鰭硬棘2枚、臀鰭軟條25-27枚，體長可達7.6公分，棲息在岩石海灣及河口，以小型無脊椎動物為食，雌魚產附著性卵在藻類築的巢，雄魚會守護卵，幼魚為浮游性，生活習性不明。